# Drapeau de Hamilton
Le drapeau de Hamilton (anglais : Flag of the City of Hamilton) est le drapeau de la ville ontarienne de Hamilton, adopté le 15 juillet 2003 d'après le concept de l'évêque anglican Ralph Spence (en). 

## Composition
Les dimensions du drapeau sont de deux pour un, similairement à celles du drapeau national du Canada. Le drapeau est divisé par un pal pal canadien (en) de couleur bleu roi avec des bordures jaune-or. Le drapeau comporte deux éléments majeurs tirés directement des armoiries de la ville. La quintefeuille jaune-or est tirée des armes du Clan Hamilton et représente le nom de la ville. Les maillons entourant la quintefeuille, également de couleur jaune-or, ont deux significations : d'une part, le cercle de maillons représente l'unité et, d'autre part, ils symbolisent l'acier, une importante partie de l'industrie hamiltonienne. Les six plus grands maillons symbolisent les six secteurs historiques de la ville, Hamilton, Ancaster, Dundas, Flamborough (en), Glanbrook (en) et Stoney Creek. Le drapeau demeure complémentaire au drapeau canadien et doit être de la même hauteur que ce dernier lorsqu'il flotte sur un mât,.

## Histoire
L'ancien drapeau était composé d'un champ blanc avec la feuille d'érable rouge du drapeau national canadien dans le battant supérieur droit. Une barre horizontale verte s'étend du haut du canton dans le sens de la longueur, puis est plié à un angle d'environ 45 degrés et s'étend en diagonale jusqu'au bas du battant, puis redevient horizontal et s'étend dans le sens de la longueur en vert avec des lettres moulées blanches portant l'inscription « HAMILTON » occupant un quart de la barre verte qui devient bleu vers la fin de la bande. En dessous de la bande du côté bas du guindant se trouve l'écu du sceau de la ville de Hamilton. Le dessin final du drapeau de la ville de Hamilton a été choisi et adopté par le conseil municipal de Hamilton le 29 octobre 1985.
Le drapeau actuel est adopté par la ville le 15 juillet 2003. L'Autorité héraldique du Canada permet la « concession d'armoiries, de supports et d'un drapeau à la Cité de Hamilton ».